# Jorma Kaukonen
Jorma Kaukonen (ur. 23 grudnia 1940 w Waszyngtonie) – amerykański gitarzysta rockowy, kompozytor, autor tekstów. Kaukonen gra psychodeliczny rock, acid rock, blues rock oraz folk rock. Jest znany z uczestnictwa w grupach Jefferson Airplane oraz Hot Tuna. Pomimo braku wirtuozerii wykonawczej wykształcił on oryginalną technikę gry na gitarze solowej, opartą na improwizowanych bluesowych korzeniach.
W 2003 został sklasyfikowany na 54. miejscu listy 100 najlepszych gitarzystów wszech czasów magazynu Rolling Stone.